# Alfarrasí
Alfarrasí ist eine Gemeinde mit 1.175 Einwohnern (Stand: 2024) in der spanischen Provinz Valencia. Sie befindet sich in der Comarca Vall d’Albaida.

## Geografie
Alfarrasí liegt etwa 80 Kilometer südsüdwestlich von Valencia in einer Höhe von ca. 200 m. Der Río Clariano und der Río Albaida begrenzen die Gemeinde im Süden. 

## Demografie
| 1900 | 1930 | 1950 | 1970 | 1981 | 1991 | 2001 | 2011 | 2021 |
| ---- | ---- | ---- | ---- | ---- | ---- | ---- | ---- | ---- |
| 686  | 729  | 775  | 1104 | 1182 | 1209 | 1232 | 1299 | 1206 |

## Sehenswürdigkeiten
- Hieronymuskirche (Iglesia de San Jerónimo) aus dem 18. Jahrhundert
- Christuskapelle

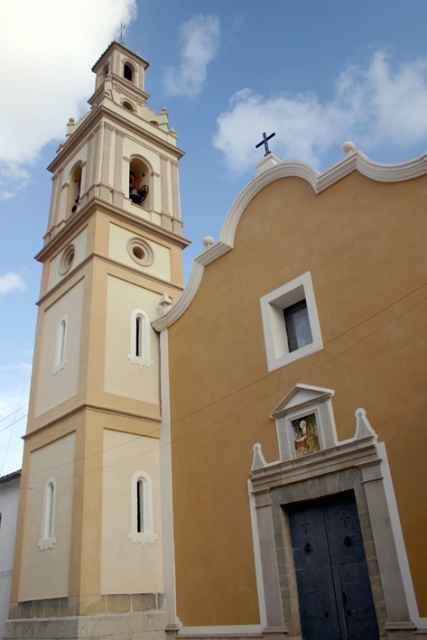
Hieronymuskirche
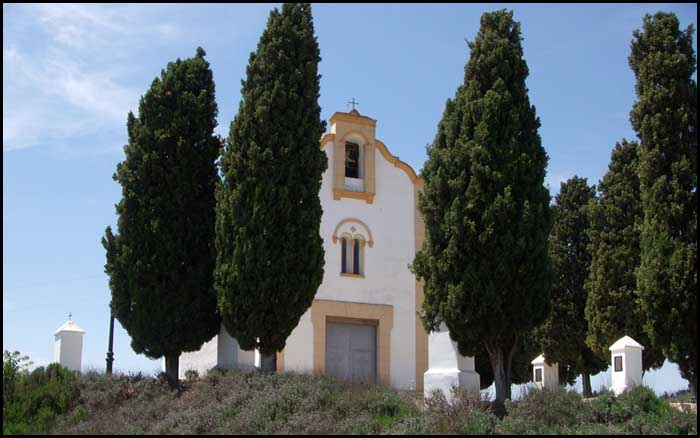
Christuskapelle
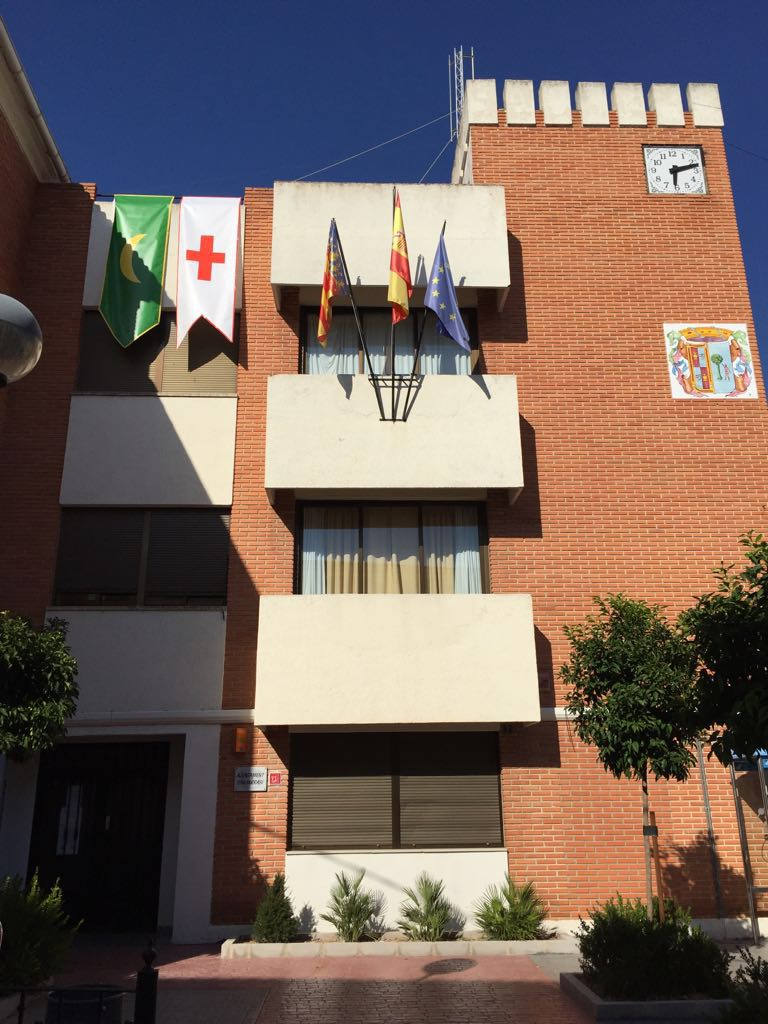
Rathaus

## Persönlichkeiten
- Jerónimo Vidal (* 1976), Motorradrennfahrer